# Amparo Cebrián
Amparo Cebrián (Salamanca, 11 de diciembre de 1883-Bogotá, 1955), fue una pedagoga española ligada a la Institución Libre de Enseñanza, vocal del Patronato de las Misiones Pedagógicas, esposa de Luis de Zulueta, hermana de Dolores Cebrián, y madre de  Carmen, Concepción, Juan Antonio, Julián y Carlos.

## Biografía
Hija de Cristino Cebrián y Villanova, médico militar y catedrático de Anatomía en la Universidad de Salamanca, y de Concepción Fernández de Villegas, de origen murciano y que al fallecer su marido, se trasladó a Madrid con sus hijos. Estudió en la Escuela Normal, sacando el título de maestra en propiedad y ocupando por oposición plaza en una escuela de párvulos de Madrid.
El 11 de diciembre de 1908 contrajo matrimonio con el profesor y político español Luis de Zulueta.
Amparo fue becaria de la Junta para Ampliación de Estudios (JAE), pensionada a partir de 1911 en Francia, Bélgica, Holanda, periplo que la llevaría a especializarse en modelos pedagógicos para el parvulario, y a ejercer como profesora de la Sección preparatoria del Instituto-Escuela desde 1918. En 1925 fue becada con el grupo Escolar Cervantes para estudiar la Organización y metodología de la Escuela Nueva. También colaboró de forma activa en las colonias de vacaciones de la Institución Libre de Enseñanza (ILE) y en el patronato de las Misiones Pedagógicas, proyecto en el que además de vocal, participó en la misión en Ayllón (Segovia) el 16 de diciembre de 1931.
Fue una de las socias del Lyceum Club Femenino, asociación femenina fundada en 1926.
En 1936,el golpe de Estado del 18 de julio que provocó la guerra civil española la sorprendió en Roma, donde su marido era embajador de la Segunda República Española en la Santa Sede. Finalmente se exilió con su marido y cuatro de sus hijos (Concepción, Luis, Carmen y Julián) en Colombia. Falleció, supuestamente en Bogotá, a los 73 años de edad.